# Pat Cadigan
Pat Cadigan (Nova York, 1953-) és una escriptora estatunidenca de ciència-ficció.

## Biografia
Educada a Massachusetts, durant molts anys viu a Kansas però es trasllada a Londres el 1996.
És una respectada escriptora "futurista", així com una narradora de la cultura popular, anomenada "reina del ciberpunk" pel London Guardian.
La seva obra de ficció, tant les novel·les com els contes, ha rebut molts premis, i ha estat traduïda a altres idiomes com francès, alemany, italià i japonès.

## Obra
És autora de sis novel·les, l'última de les quals és Reality Used to be a Friend of Mine, un relat policíac, situat en el futur i en una realitat virtual.
| Novel·les |
| --- |
| Mindplayers (1987) Synners (1991) Fools (1992) Tea from an Empty Cup (1998) Dervish is Digital (2000) Reality Used to be a Friend of Mine (2004) |

| Relats                                                   |
| -------------------------------------------------------- |
| Patterns (1989) Home by the Sea (1993) Dirty Work (1993) |